# Richard Böninger

Richard Böninger, um 1893

Ernst Heinrich Richard Böninger (* 19. März 1874 in Duisburg; † 6. Dezember 1944 in Wiesbaden) war ein deutscher Verwaltungsjurist und Landrat des Kreises Grafschaft Bentheim.

## Familie
Böninger war ein Sohn des Geheimen Kommerzienrats Otto Böninger (Fabrikbesitzer in Duisburg) und seiner Frau Paula, geb. vom Rath. Er war ein Onkel des Botschaftssekretärs Ernst Eduard vom Rath.

## Leben
Nach dem Besuch der Vorschule des Realgymnasiums und des K. Gymnasium in Duisburg, wo er Ostern 1892 das Abitur bestand, studierte Böninger Rechtswissenschaften in Zürich, Heidelberg, Gießen, Berlin und Marburg. In Heidelberg wurde er Mitglied des Corps Rhenania, in Gießen des Corps Teutonia. Seine Studien schloss er mit der Promotion zum Dr. jur. ab. 1896 wurde er Gerichtsreferendar, 1898 Regierungsreferendar in Köln und Stettin, 1903 Regierungsassessor. Nach einer Stellung als Hilfsarbeiter beim Landratsamt in Osterode am Harz kam Böninger 1906 zur Regierung in Breslau und dort 1907 in die Abteilung für Kirchen- und Schulsachen (Leiter des kirchenpolitischen Dezernats). 1910 wurde er zum Regierungsrat ernannt und nach einer vorübergehenden Beurlaubung 1911 zur Regierung in Osnabrück versetzt. Im April 1920 übernahm er die Verwaltung des Landratsamtes im Kreis Grafschaft Bentheim, wobei er vom Osnabrücker Regierungspräsidenten gegen den Willen des Kreistags eingesetzt wurde. Im September des Jahres wurde er zum Landrat ernannt. Im Dezember 1920 übernahm Böninger die Leitung des Landwirtschaftlichen Ortsvereins Bentheim, seine Frau wurde 1927 Gründungsvorsitzende des Grafschafter Kolonialen Frauenbundes. Im Januar 1931 wählte ihn der Grafschafter Bezirkskirchentag zum Vertreter beim reformierten Landeskirchentag in Aurich. 1931 nahm er aus gesundheitlichen Gründen seinen Abschied und verließ Bentheim. Seinen Ruhestand verbrachte er zuletzt in Wiesbaden.
In seiner Funktion als Landrat war Böninger seit 1924 Mitglied und Vorsitzender des Aufsichtsrates der Kreiskultivierungsgenossenschaft des Landwirtschaftlichen Kreisvereins des Landkreises Grafschaft Bentheim. 1925 wurde er Mitglied des Aufsichtsrates der Rheinisch-Westfälische Elektrizitätswerks AG in Essen.